# Верхній Урледім
Верхній Урледі́м (рос. Верхний Урледим, ерз. Верхний Урледим) — село у складі Рузаєвського району Мордовії, Росія. Входить до складу Палаєвсько-Урледімського сільського поселення.

## Населення
Населення — 86 осіб (2010; 109 у 2002).
Національний склад (станом на 2002 рік):
- татари — 100 %